# Outlook (Montana)
Outlook è una città degli Stati Uniti d'America situata nel Montana, nella Contea di Sheridan.